# 14K (Zeitschrift)
14K war ein Schweizer Hip-Hop-Magazin. Ab Mai 1988 berichtete es in mehr oder weniger regelmässigen Abständen über die Kultur des Rap, Breakdance und immer stärker auch der Spraycan-Art bzw. Graffiti. Es erschien in Zürich. Die letzte Ausgabe erschien im Jahr 1997.
Gegründet wurde das Heft, dessen erste Ausgabe über 50 Exemplare gerade einmal vier kopierte Seiten umfasste und mittels Amiga 500 auf einem Nadeldrucker entstand, von Ducal Daddy Fresh, Sharee The Wizard (bürgerlich Ivo Pescia), Dee Chill und Razzo Raz. Unter dem Motto «Get Active Project» wollten die vier eine aktivere Rolle übernehmen und Leute motivieren, die Schweizer Hip-Hop-Szene zu gestalten. Über die Jahre wechselte das Redaktionsteam immer wieder und setzte sich oft aus Menschen zusammen, die auch heute noch eine wichtige Rolle im Hip-Hop spielen; so zum Beispiel E.K.R. (Zürcher Rapper), M.A.R.C. (Produzent, Manager und Mitbegründer von Dialog Records und Nation Records) oder Rolf Imhof (heute House-DJ). Auch deutsche Persönlichkeiten arbeiteten in den Anfangsjahren aktiv bei 14K mit, so z. B. Markus Wiese (Autor diverser Graffiti-Bücher) oder Akim Walta (Zeb.Roc.Ski aka Zebster), der heute in der deutschen/europäischen Hip-Hop-Szene eine wichtige Rolle spielt.
Insgesamt erschienen 63 Ausgaben von 14K. Speziell die letzten neun Ausgaben fanden dank dem aussergewöhnlichen Format grossen Anklang bei den Lesern: Im A3-Format (aufgeklappt also A2) hatten die abgedruckten Bilder mehr Platz als in jedem anderen Magazin, das bis dahin auf dem Markt war. Die Endauflage betrug ca. 7000 Stück und war europaweit, in den USA, Australien und Japan erhältlich.
Herausgeber des Magazins war während der gesamten zehn Jahre Ducal Daddy Fresh, bürgerlich Alex Pistoja. Heute existiert noch eine Website von 14K.